# Scrophularia alaschanica
Scrophularia alaschanica är en flenörtsväxtart som beskrevs av Alexander Feodorowicz Batalin. Scrophularia alaschanica ingår i släktet flenörter, och familjen flenörtsväxter. Inga underarter finns listade i Catalogue of Life.